# John Molloy
John Molloy, född 5 september 1786, död 6 oktober 1867, var en engelsk militär och senare nybyggare i Västaustralien och en av grundarna till staden Augusta. En tidig tradition angav att han var av kunglig börd, medan andra hävdar han var son till en affärsman inom skobranschen i London.
År 1807 hade han fänriks grad inom armén och 1809 var han löjtnant och lämnade då sitt regemente för att delta i Spanska självständighetskriget där han stred i de stora bataljerna. Senare blev han allvarligt skadad under slaget vid Waterloo. Under åren 1820-24 var han stationerad på Irland under bondeupproren där.
Molloy gifte sig år 1829 med den betydligt yngre Georgiana Kennedy och han emigrerade på hösten med henne och tjänstefolk till det nyetablerade Swan Riwer Colony som nåddes i mars 1830. All mark ägnad för jordbruk var redan upptagen vid deras ankomst. I april utsågs han till fredsdomare och i maj hade de förflyttat sig cirka 30 mil söderut och grundade staden Augusta tillsammans med följeslagare. 1839 flyttade familjen till Busselton vid Vasse river och tog i bruk ett 12 000 acres, knappt 5 000 hektar stort område, vilket utvecklades till ett välordnat jordbruk. Under långa tider befann sig Molloy i Perth och frun lämnades ensam, en tid hon kom att ägna åt botanik och hon betraktas numera som en av Australiens genom tiderna främsta amatörbotaniker. 
År 1850 besökte Molloy England och träffade hertigen av Wellington och andra kamrater från Napoleonkrigen. Året därpå utnämndes han till överstelöjtnant. Eftermälet blev gott, att han var en duglig jordbrukare, rättvis och ärlig som fredsdomare.